# San Francisco (Cebu)
San Francisco (Bayan ng San Francisco) är en kommun i Filippinerna. Kommunen tillhör provinsen Cebu och ligger på ön med samma namn. Folkmängden uppgår till 41 327 invånare.
San Francisco är indelat i 15 barangayer.